# Recuperate il Titanic!
Recuperate il Titanic! (Raise the Titanic!) è un romanzo di Clive Cussler, il quarto della serie di Dirk Pitt, pubblicato nel 1976. In Italia è stato pubblicato dalla Rizzoli e, nel 2012, è stato ristampato per il centenario dalla scomparsa del Titanic da Longanesi.
Al momento della pubblicazione del libro, il relitto della nave non era stato ancora ritrovato. Venne individuato e fotografato da Robert Ballard nel 1985, e mostrò una realtà molto diversa dalle congetture sino ad allora considerate, come il fatto che durante l'affondamento lo scafo si fosse spezzato in due. Pertanto quanto è descritto nel libro di Cussler non è stato confermato dalla scoperta successiva.

## Trama
Il romanzo si apre con il risveglio di un uomo a bordo del Titanic, durante la fatidica notte del 14 aprile 1912. Senza alcuna ragione plausibile, l'uomo costringe un giovane ufficiale, Bigalow, sotto la minaccia di un'arma ad accompagnarlo nella stiva. L'uomo, sotto gli occhi esterrefatti dell'ufficiale, si chiude all'interno di una camera blindata dopo aver dichiarato di aver ucciso otto uomini e aver pronunciato le ultime parole: "Ringrazio Dio per Southby".
Settantasei anni dopo, il Presidente degli Stati Uniti affronta le richieste di due scienziati, Gene Seagram e Mel Donner, per continuare il misterioso Progetto Siciliano. Dai primi dialoghi tra i tre uomini, veniamo a sapere che l'ultimo elemento necessario a completarlo è il bizanio, un materiale ad altissima radioattività, le cui uniche deboli tracce si trovano in una sperduta isola russa.
Seagram suggerisce al presidente di sfruttare la sua amicizia con l'ammiraglio James Sandecker della National Underwater & Marine Agency per poter usufruire di una delle loro navi oceanografiche come copertura per un sopralluogo sull'isola. Ciò che i due scienziati nascondono al presidente è che, senza alcuna autorizzazione, avevano già incaricato il professore di mineralogia Sid Koplin, di effettuare, segretamente, un primo sopralluogo. Koplin, scoperto dai soldati russi e ferito, si trascina a stento per cercare di fuggire. Catturato da un soldato russo, viene salvato all'ultimo momento da Dirk Pitt, ingegnere dei progetti speciali della NUMA.
Koplin dal suo letto d'ospedale dichiara di aver scoperto che le ultime tracce di bizanio di una qualche utilità per il Progetto Siciliano, erano state prese all'inizio del 1912, per conto dello stesso governo statunitense, da nove esperti minatori del Colorado che, inseguiti da uomini dei servizi segreti russi e francesi, erano riusciti a sbarcare ad Aberdeen e, dopo un viaggio irto di attentati in cui caddero uno dopo l'altro, vennero caricate a Southampton sul tristemente famoso transatlantico Titanic dall'unico sopravvissuto di essi, Brewster (l'uomo del prologo che si chiude nella camera blindata). Le testimonianze dell'assai anziano ufficiale Bigalow e il diario dello stesso Brewster, ritrovato da Donner presso una parrocchia inglese, confermano la storia. Il diario si chiude con le parole: "Quanto vorrei tornare a Southby". Decisa l'importanza del Progetto Siciliano (reso ormai vitale dai pessimi rapporti tra le due superpotenze), alla NUMA viene affidata una missione quasi impossibile: recuperare il transatlantico con qualunque mezzo dalla sua tomba negli abissi.
Dopo lunghe ricerche sottomarine, il relitto della grande nave viene ritrovato praticamente intatto sul fondo degli abissi e, al costo di grandissimi sacrifici, viene riportato a galla, per poi essere rimorchiato verso New York. Ma la fuga di Koplin aveva attirato l'attenzione del crudele capitano russo Prevlov, che grazie all'efficienza del servizio di spionaggio sovietico, aveva scoperto l'intenzione degli americani di recuperare il famoso transatlantico. Da quel momento Prevlov farà di tutto pur di far fallire il recupero, che Pitt invece porta a termine facendo entrare il colossale transatlantico nel porto di New York, dopo aver neutralizzato i russi e attraversato (quasi) indenne l'Atlantico nel mezzo di un potente uragano.
All'arrivo a New York però, dopo aver tirato in secca il Titanic e averne aperto la camera blindata nella stiva, le casse accanto al corpo mummificato di Brewster sveleranno una sorpresa...

## Opere derivate
Da questo romanzo è stato tratto il film Blitz nell'oceano con Richard Jordan e Alec Guinness, regia di Jerry Jameson nel 1980.

## Edizioni in italiano
- Clive Cussler, Recuperate il Titanic!, traduzione di Paola Montagner, Milano: Rizzoli, 1977
- Clive Cussler, Recuperate il Titanic!, traduzione di Paola Montagner, Milano: Biblioteca universale Rizzoli, 1987
- Clive Cussler, Recuperate il Titanic! romanzo, traduzione di Paola Montagner, Milano: Longanesi, 2012
- Clive Cussler, Recuperate il Titanic! romanzo, traduzione di Paola Montagner, Milano: Tea, 2013